# 藤沢バイパス

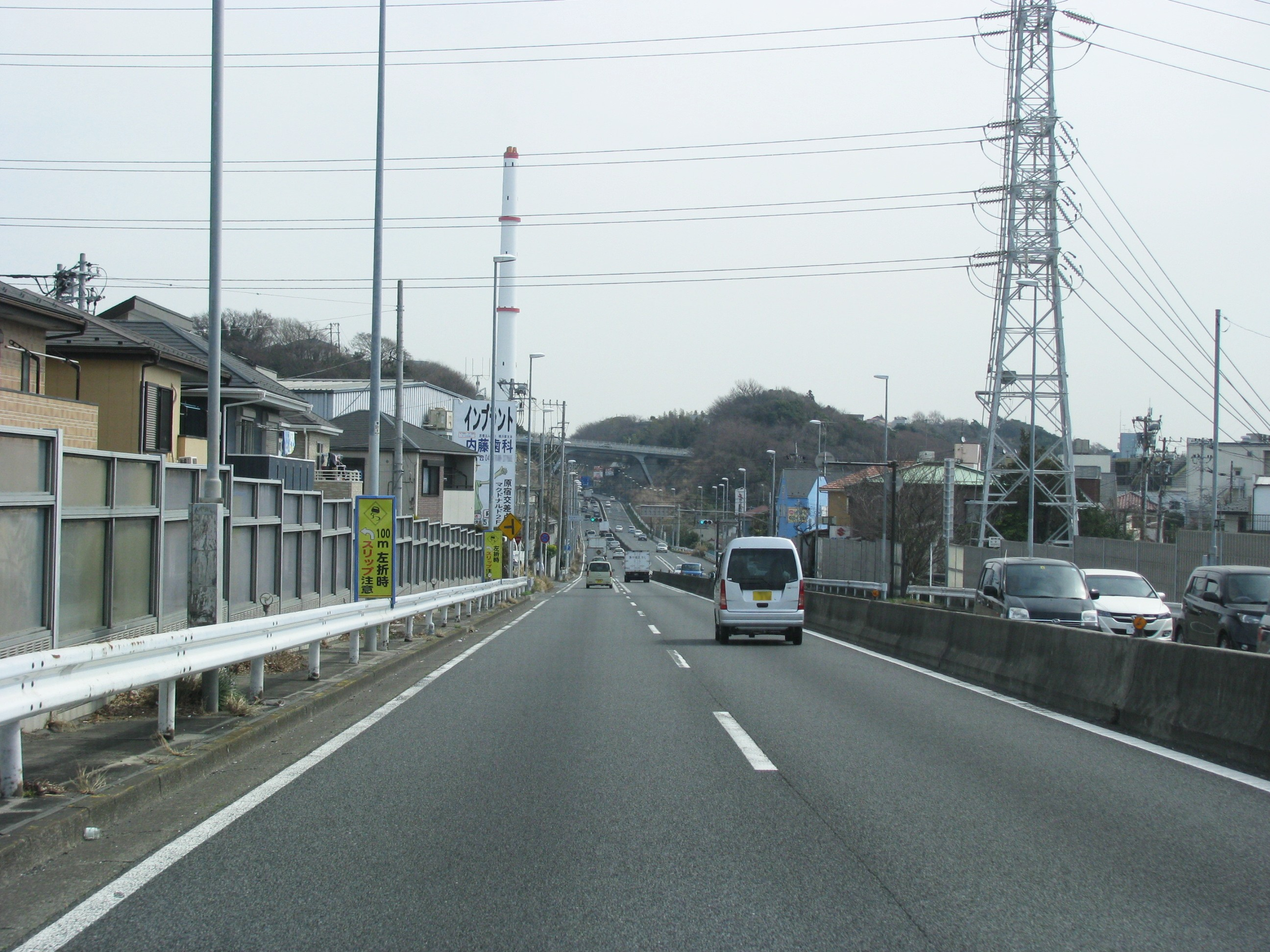
藤沢バイパス（2011年3月20日）

藤沢バイパス（ふじさわバイパス）は、神奈川県横浜市戸塚区から同県藤沢市を結ぶ国道1号のバイパス道路である。比較的古い時期に作られたバイパスで、完全な立体交差構造ではないが、信号は少なく流れはよい。

## 概要
- 起点：神奈川県横浜市戸塚区影取町（藤沢バイパス出口交差点）
- 終点：神奈川県藤沢市羽鳥（四ツ谷交差点）
- 車線数：4車線
- 管理者：国土交通省関東地方整備局横浜国道事務所大磯出張所

## 歴史
- 1959年（昭和34年）6月26日 - 国道認定[1]
- 1961年（昭和36年）1月31日 - 建設事業認定[2]
- 1963年（昭和38年）6月24日 - 供用開始[3]

## 路線状況

### 道路施設
- 水道道橋（横須賀水道道）
- 境川大橋（境川、神奈川県道451号藤沢大和自転車道線）
- 暗渠（白旗川）
- 伊勢山新橋（小田急江ノ島線）
- 引地川橋（引地川）
- 城神明橋（神奈川県道43号藤沢厚木線）

## 地理

### 通過する自治体
- 神奈川県
  - 横浜市（戸塚区）- 藤沢市

### 交差する道路
- 神奈川県道30号戸塚茅ヶ崎線（藤沢バイパス出口交差点） - 国道1号の下り線のみ県道（旧道）と立体交差
- 国道467号（白旗陸橋） - 藤沢バイパスへの流入のみ可能
- 神奈川県道43号藤沢厚木線（城神明橋）
- 神奈川県道43号藤沢厚木線（城南交差点）
- 新湘南バイパス（藤沢インター交差点）
- 神奈川県道44号伊勢原藤沢線（四ツ谷交差点） - 旧道との分岐点

### 接続バイパス
（東京方面）戸塚道路 - 藤沢バイパス - 新湘南バイパス（小田原方面）

### 旧道
藤沢バイパス開通前の国道1号は、藤沢バイパス出口交差点から神奈川県道30号戸塚茅ヶ崎線、藤沢橋交差点から国道467号、白旗交差点から神奈川県道43号藤沢厚木線、羽鳥交差点から神奈川県道44号伊勢原藤沢線、四ツ谷交差点までの路線で、ほぼ旧東海道をなぞっていた。これらは藤沢バイパス開通の際に、県道に降格（一部はのちに国道に再昇格）し、現在では旧道と呼ばれている。
箱根駅伝のコースは藤沢バイパスを通らず、藤沢バイパス出口交差点から神奈川県道30号戸塚茅ヶ崎線を経由し、国道134号へ向かう。

## その他
藤沢市内には藤沢警察署と藤沢北警察署という2つの警察署が存在するが、藤沢バイパスは両署の管轄区域の境界線となっている。